# La polizia sta a guardare
La polizia sta a guardare è un film del 1973 diretto da Roberto Infascelli.
Film poliziesco con protagonista Enrico Maria Salerno.
La puntata di Tutto il calcio minuto per minuto che si ascolta dal minuto 2:54 del film è quella del 20 maggio 1973.

## Trama

L'ex questore Iovine (Lee J. Cobb) in una scena.

Brescia. Il funzionario di polizia Cardone è chiamato a sostituire il questore Jovine che, impossibilitato a combattere la criminalità con i mezzi consentiti dalla legge, ha preferito dimettersi.
Deciso a usare le maniere forti, Cardone, pur di catturare alcuni rapinatori di banca, non accetta il ricatto circa la vita dei loro ostaggi; manda poi a monte, grazie ad intercettazioni telefoniche, il sequestro a scopo di riscatto del figlio di un ricco industriale. Per indurlo a più miti consigli, allora, gli organizzatori di questo e del precedente sequestro gli rapiscono il figlio, Massimo. Dopo le prime, comprensibili, incertezze, Cardone - spronato dallo stesso Massimo, col quale ha potuto parlare per telefono - si rifiuta di venir meno alla linea fino ad allora seguita. Scopre, grazie alle informazioni di un membro della banda, che il capo di questa è lo stesso dottor Jovine: fa così arrestare il suo predecessore e, infine, ordina di assaltare la casa in cui il figlio è tenuto prigioniero. I sequestratori riescono a fuggire, ma al termine di un lungo inseguimento, che costerà la vita di un bambino e gravissime ferite al ragazzo, colpiti dai delinquenti, la polizia uccide tutta la banda.

## Produzione
Il film è stato girato per gli interni negli stabilimenti della DEAR di Roma (oggi divenuti un centro di produzione televisiva di proprietà della Rai), mentre gli esterni furono realizzati tra Milano e Brescia.

## Distribuzione
Il film è stato distribuito nel circuito cinematografico italiano il 16 novembre 1973.
Venne in seguito distribuito anche in Francia, il 28 settembre del 1977 con il titolo Le Grand Kidnapping.

## Accoglienza
Il film risultò il 41° incasso al botteghino italiano della stagione cinematografica 1973-1974.

## Curiosità
- In questo film, nel ruolo del figlio del personaggio interpretato da Enrico Maria Salerno, recita il vero figlio Giambattista, che morì nel 2007 a causa di un cancro ai polmoni.